# دالي ثاير
دالي ثاير (بالإنجليزية: Dale Thayer)‏ هو لاعب كرة قاعدة أمريكي، ولد في 17 ديسمبر 1980 في فوونتين فالي في الولايات المتحدة.

## وصلات خارجية
- دالي ثاير على موقع دوري كرة القاعدة الرئيسي (الإنجليزية)
- دالي ثاير على موقعبيزبول رفرنس.كوم (الدوري الرئيسي) (الإنجليزية)
- دالي ثاير على موقعبيزبول رفرنس.كوم (الدوري الثانوي) (الإنجليزية)
- دالي ثاير على موقع إي إس بي إن.كوم (أم.أل.بي) (الإنجليزية)
- دالي ثاير على موقع مشجعي الرسوم البيانية (الإنجليزية)